# Arvo Niitenberg
Arvo Niitenberg (* 27. September 1934 in Tallinn; † 16. Juli 2003 in Toronto, Kanada) war ein estnischer Politiker.

## Leben
Arvo Niitenberg floh 1944 mit seinen Eltern vor der sowjetischen Besetzung Estlands nach Schweden. 1949 emigrierte er nach Kanada. Dort schloss er 1958 sein Studium im Fach Maschinenbau an der University of Toronto ab.
Von 1959 bis 1992 war Niitenberg beim staatlichen kanadischen Energiekonzern Ontario Hydro beschäftigt, unter anderem beim Bau und Betrieb von Wärmekraftwerken. Von 1969 bis 1975 leitete er verschiedene Kraftwerke. Von 1972 bis 1992 war er Mitglied des Vorstands von Ontario Hydro und Vizepräsident der Firma.
Mit Wiedererlangung der estnischen Unabhängigkeit ging Arvo Niitenberg zurück in seine Heimat als Politiker und energiepolitischer Berater. Von Juni bis Oktober 1992 bekleidete er das Amt eines Ministers ohne Geschäftsbereich in der Regierung von Ministerpräsident Tiit Vähi. Von Oktober 1992 bis November 1994 war Niitenberg Energieminister im Kabinett von Ministerpräsident Mart Laar, danach bis April 1995 Minister ohne Geschäftsbereich im Kabinett von Ministerpräsident Andres Tarand.
Ab 1995 amtierte Niitenberg als estnischer Botschafter bei der Internationalen Atomenergieorganisation (IAEO). Er machte sich auch als Experte bei der Beseitigung sowjetischen Atommülls in Estland einen Namen.